# کلارکزویل (جورجیا)
کلارکزویل، جورجیا (به انگلیسی: Clarkesville, Georgia) یک شهر در ایالات متحده آمریکا با جمعیت ۱٬۷۳۳ نفر است که در جورجیا واقع شده‌است.

## موقعیت جغرافیایی
موقعیت جغرافیایی شهرها و مناطق اطراف به شرح زیر است: